# Borex
Borex – miejscowość i gmina (commune) w zachodniej Szwajcarii, w kantonie Vaud, w okręgu (district) Nyon.

## Położenie
Borex leży na szerokiej terasie brzeżnej Jeziora Genewskiego, u południowo-wschodnich podnóży Jury. Centrum miejscowości leży w odległości (w linii prostej) ok. 3,5 km od brzegu jeziora, ok. 4,5 km  na zachód od centrum Nyonu i niespełna 2,5 km na północny wschód od granicy francuskiej w Crassier.

## Demografia
W Borex mieszka 1139 osób. W 2021 roku 28,3% populacji gminy stanowiły osoby urodzone poza Szwajcarią.

## Transport
Przez teren gminy przebiega droga główna nr 122, biegnąca z Nyon do granicy szwajcarsko-francuskiej w Crassier. 